# フレッシュモーニング
『フレッシュモーニング』は、1991年10月21日から2012年9月28日までラジオ沖縄で放送されていたワイド番組である。番組終了時点での放送時間は毎週月曜 - 金曜 6:55 - 8:50 （日本標準時）。

## パーソナリティ

### 番組終了時点での担当者
- こいそまこと（月曜・火曜・水曜）
- 諸見里杉子（月曜・火曜）
- 千賀絢子（水曜）
- 金城奈々絵（木曜・金曜）
- 小橋川響（木曜・金曜）

### 途中降板した担当者
- 高良茂
- 新垣リエ
- 鈴木孝史
- 屋良悦子
- 米吉奈名子
- 宮田隆太郎（2009年9月まで出演）
- 小嶺努
- 玉城愛

## タイムテーブル
- 6:55 オープニング・ニュース・天気予報
- 7:00 琉球新報の朝刊から
- 7:05 スポーツ人間模様
- 7:10 やじうまニュースネットワーク（ニッポン放送製作）
- 7:25 ニュースラウンジ
- 7:30 SUZUKIハッピーモーニング 鈴木杏樹のいってらっしゃい（ニッポン放送製作）
- 7:35 おはようインタビュー
- 7:50 NISSANビジネスサポートトピックス（ニッポン放送製作、裏送り）
- 8:00 日産フレッシュモーニングダイアル
- 8:05 交通情報
- 8:10 今朝の一曲
- 8:15 イベント情報
- 8:20 武田鉄矢・今朝の三枚おろし（文化放送製作）
- 8:30 コンサート情報・映画の紹介
- 8:40 金子耕弐のファミリートーク
- 8:45 エンディング

| ラジオ沖縄 月曜 - 金曜朝のワイド番組 | ラジオ沖縄 月曜 - 金曜朝のワイド番組                    | ラジオ沖縄 月曜 - 金曜朝のワイド番組 |
| 前番組                               | 番組名                                                  | 次番組                               |
| ------------------------------------ | ------------------------------------------------------- | ------------------------------------ |
| ラジオ沖縄 いきいきワイド            | フレッシュモーニング （1991年10月21日 - 2012年9月28日） | SPLASH!!! （2012年10月1日 - ）       |

| スタブアイコン | サブスタブ | この項目は、まだ閲覧者の調べものの参照としては役立たない、ラジオ番組に関連した書きかけの項目です。この項目を加筆・訂正などしてくださる協力者を求めています（P:ラジオ/PJ:放送番組）。 |